# 7 км (зупинний пункт, Сумська дирекція Південної залізниці)
7 кілометр — пасажирський залізничний зупинний пункт Сумської дирекції Південної залізниці на лінії Амбари — Віринський Завод.
Розташований у селі Самара Сумського району Сумської області між станціями Амбари (6 км) та Віринський Завод (3 км).
На платформі зупиняються приміські електропоїзди.